# Mistrovství světa v atletice 2015

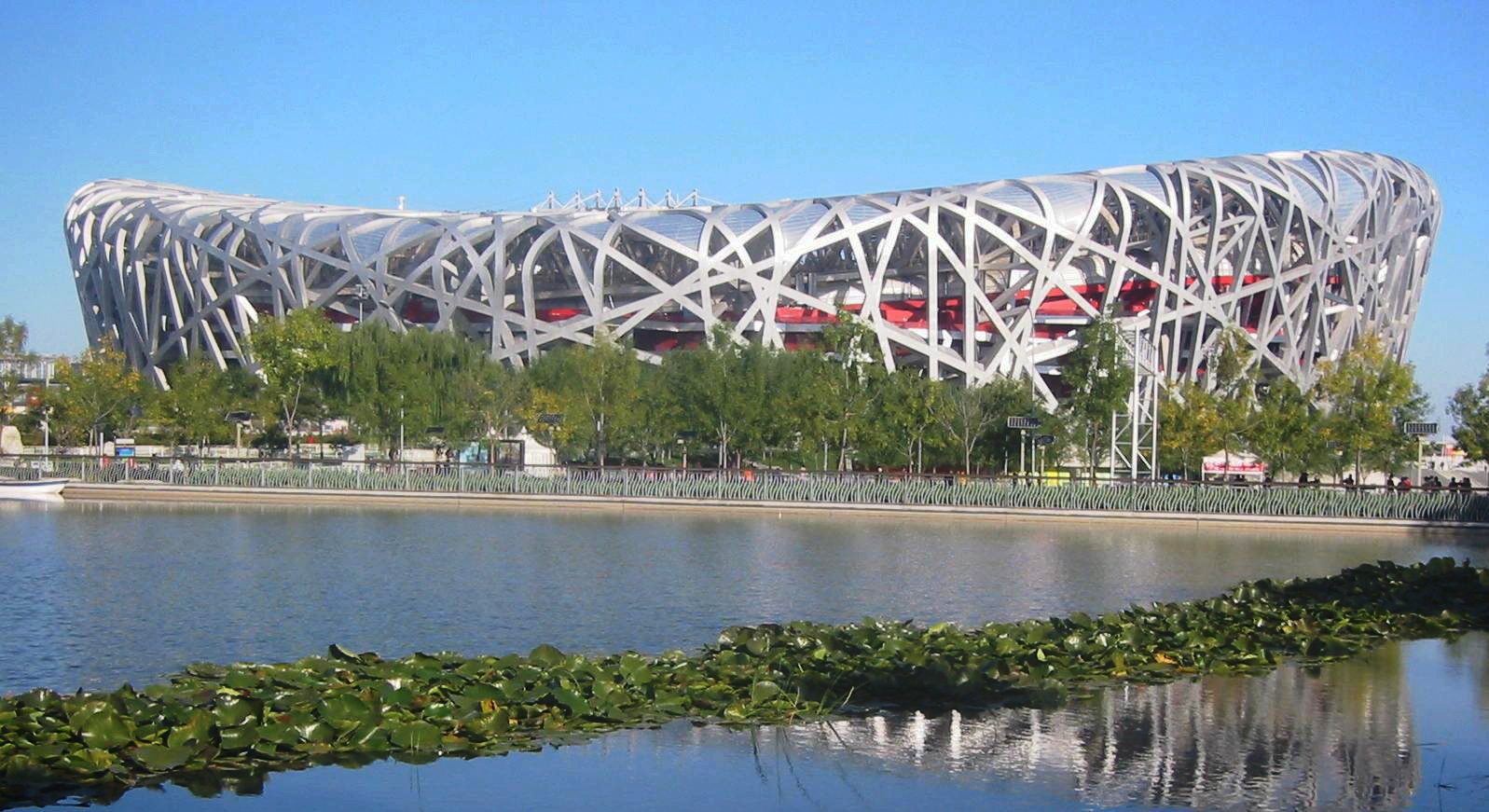
Pekingský národní stadion, zvaný též „Ptačí hnízdo“, dějiště MS 2015

15. mistrovství světa v atletice se konalo od 22. srpna do 30. srpna 2015 v Pekingu na Pekingském národním stadionu (přezdívaném „Ptačí hnízdo“) a v jeho okolí (maraton, chodecké závody).

## Přidělení pořadatelství
Přijímání nominací na pořadatele bylo uzavřeno 15. března 2010. Přihlásila se tři kandidátská města: Peking, Londýn a Chorzów. Londýn však svou nabídku dodatečně stáhl s tím, že bude kandidovat až na rok 2017. Ze zbylých dvou kandidátů vybrala Mezinárodní asociace atletických federací IAAF na svém zasedání v Monaku 20. listopadu 2010 Peking.

## Česká účast
Český atletický svaz nominoval v řádném termínu na MS celkem 24 atletů (15 mužů a 9 žen). Tituly z předchozího MS 2013 v Moskvě obhajovali překážkářka Zuzana Hejnová a oštěpař Vítězslav Veselý. Nechyběla ani dvojnásobná olympijská vítězka v oštěpu Barbora Špotáková, která MS 2013 v Moskvě vynechala kvůli mateřským povinnostem. Kvůli zdravotním problémům v nominaci chyběl koulař Ladislav Prášil, který sice splnil kvalifikační limit, ale nestihl se na MS připravit. Dodatečně nominována byla na základě pozvánky IAAF výškařka Oldřiška Marešová, která sice nesplnila požadovaný kvalifikační limit IAAF, ovšem těžila z nových kvalifikačních kritérií, které IAAF v případě nízkého počtu atletů se splněným limitem umožňují pozvat dodatečně další atlety až do naplnění optimální kvóty pro danou disciplínu. Česká výprava v Pekingu tak čítala celkem 25 závodníků.
Jedinou medaili, a to zlatou, vybojovala pro Českou republiku Zuzana Hejnová v běhu na 400 metrů překážek.

## Program
| H | Rozběh            | Q                 | Kvalifikace       | ½ | Semifinále      | F               | Finále          |
| D | Dopolední program | Dopolední program | Dopolední program | V | Večerní program | Večerní program | Večerní program |

| Datum →      | 22. 8. | 22. 8. | 23. 8. | 23. 8. | 23. 8. | 24. 8. | 24. 8. | 24. 8. | 25. 8. | 25. 8. | 26. 8. | 26. 8. | 27. 8. | 27. 8. | 28. 8. | 28. 8. | 29. 8. | 29. 8. | 30. 8. | 30. 8. | 30. 8. |
| Disciplína ↓ | D      | V      | D      | V      | V      | D      | V      | V      | D      | V      | D      | V      | D      | V      | D      | V      | D      | V      | D      | V      | V      |
| ------------ | ------ | ------ | ------ | ------ | ------ | ------ | ------ | ------ | ------ | ------ | ------ | ------ | ------ | ------ | ------ | ------ | ------ | ------ | ------ | ------ | ------ |
| 100 m        | Q      | H      |        | ½      | F      |        |        |        |        |        |        |        |        |        |        |        |        |        |        |        |        |
| 200 m        |        |        |        |        |        |        |        |        |        |        |        |        |        |        | H      | ½      |        | F      |        |        |        |
| 400 m        |        |        | H      |        |        |        | ½      | ½      |        | F      |        |        |        |        |        |        |        |        |        |        |        |
| 800 m        | H      |        |        | ½      | ½      |        |        |        |        | F      |        |        |        |        |        |        |        |        |        |        |        |
| 1500 m       |        |        |        |        |        |        |        |        |        |        | H      |        |        |        |        | ½      |        |        |        | F      | F      |
| 5000 m       |        |        |        |        |        |        |        |        | H      |        |        |        |        |        |        | F      |        |        |        |        |        |
| 10 000 m     |        | F      |        |        |        |        |        |        |        |        |        |        |        |        |        |        |        |        |        |        |        |
| Maraton      | F      |        |        |        |        |        |        |        |        |        |        |        |        |        |        |        |        |        |        |        |        |
| 110 m př.    |        |        | H      |        |        |        | ½      | F      |        |        |        |        |        |        |        |        |        |        |        |        |        |
| 400 m př.    |        |        |        |        |        | H      |        |        |        | ½      |        |        |        | F      |        |        |        |        |        |        |        |
| Steeple      | H      |        |        |        |        |        |        | F      |        |        |        |        |        |        |        |        |        |        |        |        |        |
| 4×100 m      |        |        |        |        |        |        |        |        |        |        |        |        |        |        |        |        |        |        |        | H      | F      |
| 4×400 m      |        |        |        |        |        |        |        |        |        |        |        |        |        | H      |        | F      |        |        |        |        |        |
| 20 km        |        |        |        | F      | F      |        |        |        |        |        |        |        |        |        |        |        |        |        |        |        |        |
| 50 km        |        |        |        |        |        |        |        |        |        |        | F      |        |        |        |        |        |        |        |        |        |        |
| Výška        |        |        |        |        |        |        |        |        | Q      |        |        |        |        | F      |        |        |        |        |        |        |        |
| Tyčka        | Q      |        |        |        |        |        | F      | F      |        |        |        |        |        |        |        |        |        |        |        |        |        |
| Dálka        |        |        |        |        |        |        |        |        |        |        | Q      |        |        |        |        | F      |        |        |        |        |        |
| Trojskok     |        |        |        |        |        |        |        |        |        |        |        |        |        |        | Q      |        |        |        |        | F      | F      |
| Vrh koulí    |        |        |        |        |        |        |        |        |        |        |        |        | Q      |        |        | F      |        |        |        |        |        |
| Disk         |        |        |        |        |        | Q      |        |        |        | F      |        |        |        |        |        |        |        |        |        |        |        |
| Kladivo      | Q      |        |        | F      | F      |        |        |        |        |        |        |        |        |        |        |        |        |        |        |        |        |
| Oštěp        |        |        |        |        |        |        |        |        |        |        |        |        | Q      |        |        |        |        | F      |        |        |        |
| Desetiboj    |        |        |        |        |        |        |        |        |        |        |        |        |        |        | F      | F      | F      | F      |        |        |        |

| Datum        | 22. 8. | 22. 8. | 23. 8. | 23. 8. | 24. 8. | 24. 8. | 24. 8. | 25. 8. | 25. 8. | 26. 8. | 26. 8. | 27. 8. | 27. 8. | 28. 8. | 28. 8. | 29. 8. | 29. 8. | 29. 8. | 30. 8. | 30. 8. | 30. 8. |
| Disciplína ↓ | D      | V      | D      | V      | D      | V      | V      | D      | V      | D      | V      | D      | V      | D      | V      | D      | V      | V      | D      | V      | V      |
| ------------ | ------ | ------ | ------ | ------ | ------ | ------ | ------ | ------ | ------ | ------ | ------ | ------ | ------ | ------ | ------ | ------ | ------ | ------ | ------ | ------ | ------ |
| 100 m        |        |        | Q      | H      |        | ½      | F      |        |        |        |        |        |        |        |        |        |        |        |        |        |        |
| 200 m        |        |        |        |        |        |        |        |        |        |        |        | H      | ½      |        | F      |        |        |        |        |        |        |
| 400 m        |        | H      |        | ½      |        | F      | F      |        |        |        |        |        |        |        |        |        |        |        |        |        |        |
| 800 m        |        |        |        |        |        |        |        |        |        |        |        | H      |        |        | ½      |        |        |        |        | F      | F      |
| 1500 m       |        |        | H      |        |        |        |        |        | ½      |        |        |        | F      |        |        |        |        |        |        |        |        |
| 5000 m       |        |        |        |        |        |        |        |        |        | H      |        |        |        |        |        |        | F      | F      |        |        |        |
| 10 000 m     |        |        |        | F      |        |        |        |        |        |        |        |        |        |        |        |        |        |        |        |        |        |
| Maraton      |        |        |        |        |        |        |        |        |        |        |        |        |        |        |        |        |        |        | F      |        |        |
| 100 m př.    |        |        |        |        |        |        |        |        |        |        |        |        |        | H      |        |        | ½      | F      |        |        |        |
| 400 m př.    |        |        |        |        | H      |        |        |        | ½      |        |        |        | F      |        |        |        |        |        |        |        |        |
| Steeple      |        | H      |        |        |        |        |        |        | F      |        |        |        |        |        |        |        |        |        |        |        |        |
| 4×100 m      |        |        |        |        |        |        |        |        |        |        |        |        |        |        |        |        |        |        |        | H      | F      |
| 4×400 m      |        |        |        |        |        |        |        |        |        |        |        |        |        | H      |        |        | F      | F      |        |        |        |
| 20 km        |        |        |        |        |        |        |        | F      |        |        |        |        |        |        |        |        |        |        |        |        |        |
| –            |        |        |        |        |        |        |        |        |        |        |        |        |        |        |        |        |        |        |        |        |        |
| Výška        |        |        |        |        |        |        |        |        |        |        |        | Q      |        |        |        |        | F      | F      |        |        |        |
| Tyčka        |        |        |        | Q      |        |        |        |        | F      |        |        |        |        |        |        |        |        |        |        |        |        |
| Dálka        |        | Q      |        | F      |        |        |        |        |        |        |        |        |        |        |        |        |        |        |        |        |        |
| Trojskok     |        |        |        |        |        |        |        | Q      |        |        |        |        | F      |        |        |        |        |        |        |        |        |
| Vrh koulí    | Q      | F      |        |        |        |        |        |        |        |        |        |        |        |        |        |        |        |        |        |        |        |
| Disk         | Q      |        |        | F      |        |        |        |        |        |        |        |        |        |        |        |        |        |        |        |        |        |
| Kladivo      |        |        |        |        |        |        |        |        |        | Q      |        |        |        |        | F      |        |        |        |        |        |        |
| Oštěp        |        |        |        |        |        |        |        |        |        |        |        |        |        | Q      |        |        |        |        |        | F      | F      |
| Sedmiboj     | F      | F      | F      | F      |        |        |        |        |        |        |        |        |        |        |        |        |        |        |        |        |        |

## Medailisté

### Muži
| Soutěž        | Zlato                                                                | Stříbro                                                                         | Bronz                                                                             |
| ------------- | -------------------------------------------------------------------- | ------------------------------------------------------------------------------- | --------------------------------------------------------------------------------- |
| 100 m         | Usain Bolt 9,79                                                      | Justin Gatlin 9,80                                                              | Trayvon Bromell Andre De Grasse 9,92                                              |
| 200 m         | Usain Bolt 19,55                                                     | Justin Gatlin 19,74                                                             | Anaso Jobodwana 19,87                                                             |
| 400 m         | Wayde van Niekerk 43,48                                              | LaShawn Merritt 43,65                                                           | Kirani James 43,78                                                                |
| 800 m         | David Lekuta Rudisha 1:45,84                                         | Adam Kszczot 1:46,08                                                            | Amel Tuka 1:46,30                                                                 |
| 1500 m        | Asbel Kipruto Kiprop 3:34.40                                         | Elijah Manangoi 3:34.63                                                         | Abdalaati Iguider 3:34.67                                                         |
| 5000 m        | Mohamed Farah 13:50,38                                               | Caleb Mwangangi Ndiku 13:51,75                                                  | Hagos Gebrhiwet 13:51,86                                                          |
| 10 000 m      | Mohamed Farah 27:01,13                                               | Geoffrey Kipsang Kamworor 27:01,76                                              | Paul Tanui 27:02,83                                                               |
| Maraton       | Ghirmay Ghebreslassie 2:12:27                                        | Yemane Tsegay 2:13:07                                                           | Munyo Solomon Mutai 2:13:29                                                       |
| 110 m př.     | Sergej Šubenkov 12,98                                                | Hansle Parchment 13,03                                                          | Aries Merritt 13,04                                                               |
| 400 m př.     | Nicholas Bett 47,79                                                  | Denis Kudrjavcev 48,05                                                          | Jeffery Gibson 48,17                                                              |
| 3000 m př.    | Ezekiel Kemboi 8:11,28                                               | Conseslus Kipruto 8:12,38                                                       | Brimin Kipruto 8:12,54                                                            |
| 4 x 100 m     | Jamajka 37,36 Nesta Carter Asafa Powell Nickel Ashmeade Usain Bolt   | Čína 38,01 Mo Youxue Xie Zhenye Su Bingtian Zhang Peimeng                       | Kanada 38,13 Aaron Brown Andre De Grasse Brendon Rodney Justyn Warner             |
| 4 x 400 m     | USA 2:57.82 David Verburg Tony McQuay Bryshon Nellum LaShawn Merritt | Trinidad a Tobago 2:58.20 Renny Quow Lalonde Gordon Deon Lendore Machel Cedenio | Spojené království 2:58.51 Rabah Yousif Delano Williams Jarryd Dunn Martyn Rooney |
| 20 km chůze   | Miguel Ángel López 1:19:14                                           | Wang Čen 1:19:29                                                                | Benjamin Thorne 1:19:57                                                           |
| 50 km chůze   | Matej Tóth 3:40:32                                                   | Jared Tallent 3:42:17                                                           | Takayuki Tanii 3:42:55                                                            |
| Skok do výšky | Derek Drouin 234                                                     | Bohdan Bondarenko 233 Zhang Guowei 233                                          | nebyla udělena                                                                    |
| Skok o tyči   | Shawnacy Barber 5,90                                                 | Raphael Holzdeppe 5,90                                                          | Renaud Lavillenie Piotr Lisek Paweł Wojciechowski 5,80                            |
| Skok daleký   | Greg Rutherford 8,41                                                 | Fabrice Lapierre 8,24                                                           | Jianan Wang 8,18                                                                  |
| Trojskok      | Christian Taylor 18,21                                               | Pedro Pichardo 17,73                                                            | Nelson Évora 17,52                                                                |
| Vrh koulí     | Joe Kovacs 21,93                                                     | David Storl 21,74                                                               | O'Dayne Richards 21,69                                                            |
| Hod diskem    | Piotr Małachowski 67,40                                              | Philip Milanov 66,90                                                            | Robert Urbanek 65,18                                                              |
| Hod kladivem  | Paweł Fajdek 80,88                                                   | Dilšod Nazarov 78,55                                                            | Wojciech Nowicki 78,55                                                            |
| Hod oštěpem   | Julius Yego 92,72                                                    | Ihab Abdelrahman 88,99                                                          | Tero Pitkämäki 87,64                                                              |
| Desetiboj     | Ashton Eaton 9045 bodů WR                                            | Damian Warner 8695 bodů                                                         | Rico Freimuth 8561 bodů                                                           |

### Ženy
| Soutěž        | Zlato | Stříbro                                                                                         | Bronz                                                                                                |
| ------------- | --- | ----------------------------------------------------------------------------------------------- | --- |
| 100 m         | Shelly-Ann Fraserová-Pryceová 10,76                                                                              | Dafne Schippersová 10,81                                                                        | Tori Bowieová 10,86                                                                                  |
| 200 m         | Dafne Schippersová 21,63                                                                                         | Elaine Thompsonová 21,66                                                                        | Veronica Campbellová-Brownová 21,97                                                                  |
| 400 m         | Allyson Felixová 49,26                                                                                           | Shaunae Millerová 49,67                                                                         | Shericka Jacksonová 49,99                                                                            |
| 800 m         | Maryna Arzamasavová 1:58.03                                                                                      | Melissa Bishopová 1:58.12                                                                       | Eunice Jepkoech Sumová 1:58.18                                                                       |
| 1500 m        | Genzebe Dibabaová 4:08,09                                                                                        | Faith Kipyegonová 4:08,96                                                                       | Sifan Hassanová 4:09,34                                                                              |
| 5000 m        | Almaz Ayanaová 14:26.83                                                                                          | Senbere Teferiová 14:44.07                                                                      | Genzebe Dibabaová 14:44.14                                                                           |
| 10 000 m      | Vivian Cheruiyotová 31:41,31                                                                                     | Gelete Burkaová 31:41,77                                                                        | Emily Infeld 31:43,49                                                                                |
| Maraton       | Mare Dibabaová 2:27:35                                                                                           | Helah Kipropová 2:27:36                                                                         | Eunice Kirwaová 2:27:39                                                                              |
| 100 m př.     | Danielle Williamsová 12.57                                                                                       | Cindy Rolederová 12.59                                                                          | Alina Talajová 12.66                                                                                 |
| 400 m př.     | Zuzana Hejnová 53,50                                                                                             | Shamier Little 53,94                                                                            | Cassandra Tate 54,02                                                                                 |
| 3000 m př.    | Hyvin Kyiengová Jepkemoiová 9:19,11                                                                              | Habiba Ghribiová 9:19,24                                                                        | Gesa Felicitas Krause 9:19,25                                                                        |
| 4 x 100 m     | Jamajka 41.07 Veronica Campbellová-Brownová Natasha Morrisonová Elaine Thompsonová Shelly-Ann Fraserová-Pryceová | USA 41.68 English Gardnerová Allyson Felixová Jenna Prandiniová Jasmine Toddová                 | Trinidad a Tobago 42.03 Kelly-Ann Baptiste Michelle-Lee Ahye Reyare Thomasová Semoy Hackettová       |
| 4 x 400 m     | Jamajka 3:19.13 Christine Dayová Shericka Jacksonová Stephenie Ann McPherson Novlene Williamsová-Millsová        | USA 3:19.44 Sanya Richardsová-Rossová Natasha Hastingsová Allyson Felixová Francena McCororyová | Spojené království 3:23.62 Christine Ohuruoguová Anyika Onuoraová Eilidh Childová Seren Bundy-Davies |
| 20 km chůze   | Liou Chung 1:27:45                                                                                               | Lü Siou-č’ 1:27:45                                                                              | Ljudmyla Oljanovska 1:28:13                                                                          |
| Skok do výšky | Marija Kučinová 2.01                                                                                             | Blanka Vlašičová 2.01                                                                           | Anna Čičerovová 2.01                                                                                 |
| Skok o tyči   | Yarisley Silvaová 4,90                                                                                           | Fabiana Murerová 4,85                                                                           | Nikoleta Kyriakopoulou 4,80                                                                          |
| Skok daleký   | Tianna Madisonová 7,14                                                                                           | Shara Proctorová 7,07                                                                           | Ivana Španovićová 7,01                                                                               |
| Trojskok      | Caterine Ibargüenová 14,90                                                                                       | Hanna Knyazyeva-Minenko 14,78                                                                   | Olga Rypakovová 14,77                                                                                |
| Vrh koulí     | Christina Schwanitzová 20,37                                                                                     | Kung Li-ťiao 20,30                                                                              | Michelle Carterová 19,76                                                                             |
| Hod diskem    | Denia Caballerová 69,28                                                                                          | Sandra Perkovićová 67,39                                                                        | Nadine Müllerová 65,53                                                                               |
| Hod kladivem  | Anita Włodarczyková 80,85                                                                                        | Čang Wen-siou 76,33                                                                             | Alexandra Tavernierová 74,02                                                                         |
| Hod oštěpem   | Katharina Molitorová 67.69                                                                                       | Lü Chuej-chuej 66.13                                                                            | Sunette Viljoenová 65.79                                                                             |
| Sedmiboj      | Jessica Ennisová-Hillová 6669 bodů                                                                               | Brianne Theisenová-Eatonová 6554 bodů                                                           | Laura Ikaunieceová 6516 bodů                                                                         |

| Pořadí    | Země                | Zlato | Stříbro | Bronz | Počet medailí celkem | Muži  | Ženy   |
| --------- | ------------------- | ----- | ------- | ----- | -------------------- | ----- | ------ |
| 1.        | Keňa                | 7     | 6       | 3     | 16                   | 5-4-2 | 2-2-1  |
| 2.        | Jamajka             | 7     | 2       | 3     | 12                   | 3-1-1 | 4-1-2  |
| 3.        | USA                 | 6     | 6       | 6     | 18                   | 4-3-2 | 2-3-4  |
| 4.        | Velká Británie      | 4     | 1       | 2     | 7                    | 3-0-1 | 1-1-1  |
| 5.        | Etiopie             | 3     | 3       | 2     | 8                    | 0-1-1 | 3-2-1  |
| 6.        | Polsko              | 3     | 1       | 4     | 8                    | 2-1-4 | 1-0-0  |
| 7. - 8.   | Německo             | 2     | 3       | 3     | 8                    | 0-2-1 | 2-1-2  |
| 7. - 8.   | Kanada              | 2     | 3       | 3     | 8                    | 2-1-3 | 0-2-0  |
| 9.        | Kuba                | 2     | 1       | 0     | 3                    | 0-1-0 | 2-0-0  |
| 10.       | Rusko               | 2     | 1       | 1     | 4                    | 1-1-0 | 1-0-1  |
| 11.       | Čína                | 1     | 7       | 1     | 9                    | 0-3-1 | 1-4-0  |
| 12.       | Nizozemsko          | 1     | 1       | 1     | 3                    | -     | 1-1-1  |
| 13.       | JAR                 | 1     | 0       | 2     | 3                    | 1-0-1 | 0-0-1  |
| 14.       | Bělorusko           | 1     | 0       | 1     | 2                    | -     | 1-0-1  |
| 15. - 19. | Česko               | 1     | 0       | 0     | 1                    | -     | 1-0-0  |
|           | Kolumbie            | 1     | 0       | 0     | 1                    | -     | 1-0-0  |
|           | Eritrea             | 1     | 0       | 0     | 1                    | 1-0-0 | -      |
|           | Španělsko           | 1     | 0       | 0     | 1                    | 1-0-0 | -      |
|           | Slovensko           | 1     | 0       | 0     | 1                    | 1-0-0 | -      |
| 20. - 21. | Austrálie           | 0     | 2       | 0     | 2                    | 0-2-0 | -      |
|           | Chorvatsko          | 0     | 2       | 0     | 2                    | -     | 0-2-0  |
| 22. - 24. | Ukrajina            | 0     | 1       | 1     | 2                    | 0-1-0 | 0-0-1  |
|           | Bahamy              | 0     | 1       | 1     | 2                    | 0-0-1 | 0--1-0 |
|           | Trinidad a Tobago   | 0     | 1       | 1     | 2                    | 0-1-0 | 0-0-1  |
| 25. - 30. | Belgie              | 0     | 1       | 0     | 1                    | 0-1-0 | -      |
|           | Tádžikistán         | 0     | 1       | 0     | 1                    | 0-1-0 | -      |
|           | Egypt               | 0     | 1       | 0     | 1                    | 0-1-0 | -      |
|           | Tunisko             | 0     | 1       | 0     | 1                    | -     | 0-1-0  |
|           | Brazílie            | 0     | 1       | 0     | 1                    | -     | 0-1-0  |
|           | Izrael              | 0     | 1       | 0     | 1                    | -     | 0-1-0  |
| 31.       | Francie             | 0     | 0       | 2     | 2                    | 0-0-1 | 0-0-1  |
| 32. - 44. | Srbsko              | 0     | 0       | 1     | 1                    | -     | 0-0-1  |
|           | Grenada             | 0     | 0       | 1     | 1                    | 0-0-1 | -      |
|           | Bosna a Hercegovina | 0     | 0       | 1     | 1                    | 0-0-1 | -      |
|           | Maroko              | 0     | 0       | 1     | 1                    | 0-0-1 | -      |
|           | Uganda              | 0     | 0       | 1     | 1                    | 0-0-1 | -      |
|           | Japonsko            | 0     | 0       | 1     | 1                    | 0-0-1 | -      |
|           | Portugalsko         | 0     | 0       | 1     | 1                    | 0-0-1 | -      |
|           | Bahrajn             | 0     | 0       | 1     | 1                    | -     | 0-0-1  |
|           | Řecko               | 0     | 0       | 1     | 1                    | -     | 0-0-1  |
|           | Kazachstán          | 0     | 0       | 1     | 1                    | -     | 0-0-1  |
|           | Finsko              | 0     | 0       | 1     | 1                    | 0-0-1 | -      |
|           | Lotyšsko            | 0     | 0       | 1     | 1                    | -     | 0-0-1  |